# 담장

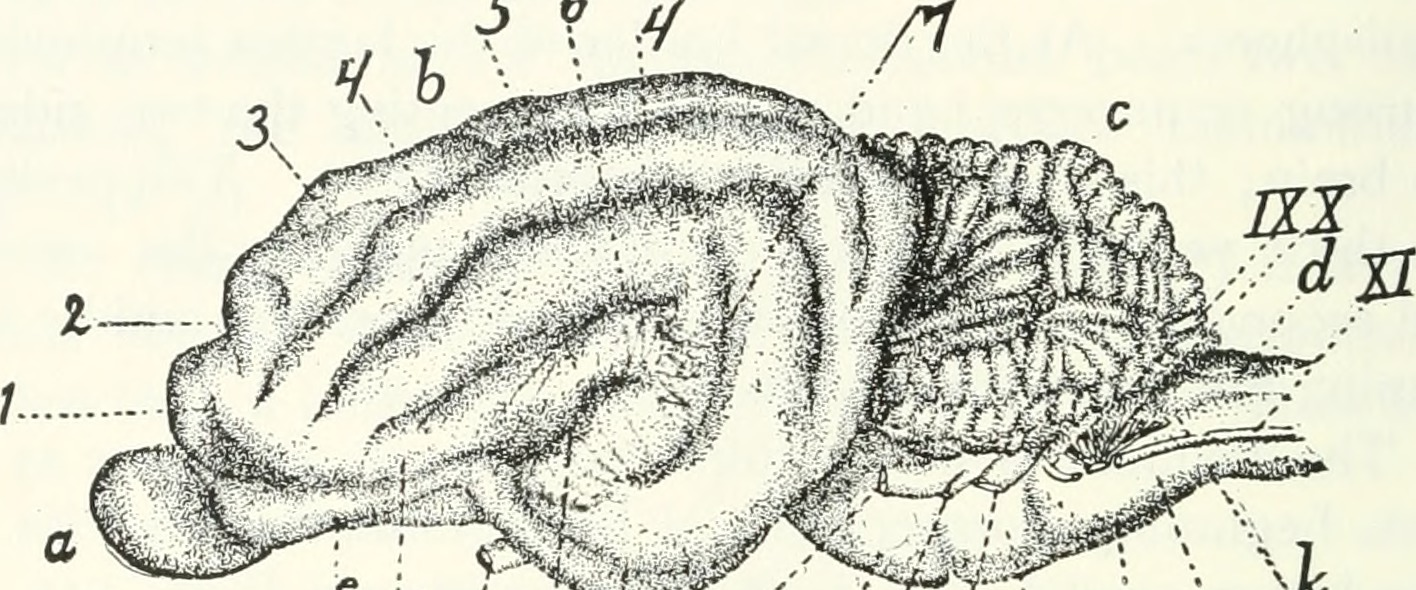
고양이 뇌의 해부

담장 (claustrum. 라틴어로 "폐쇄하다" 또는 "닫다"를 의미) 또는 전장은 대뇌 피질 (예: 전전두엽 피질) 및 피질 하부 영역(예: 시상)을 연결하는 뉴런 및 지지 신경아교세포의 얇은 양측 집합체이다.

## 같이 보기
- 렌즈핵 (Lentiform nucleus)

- 조가비핵 (putamen)

- 바깥섬유막 (external capsule)